# 디나가트섬

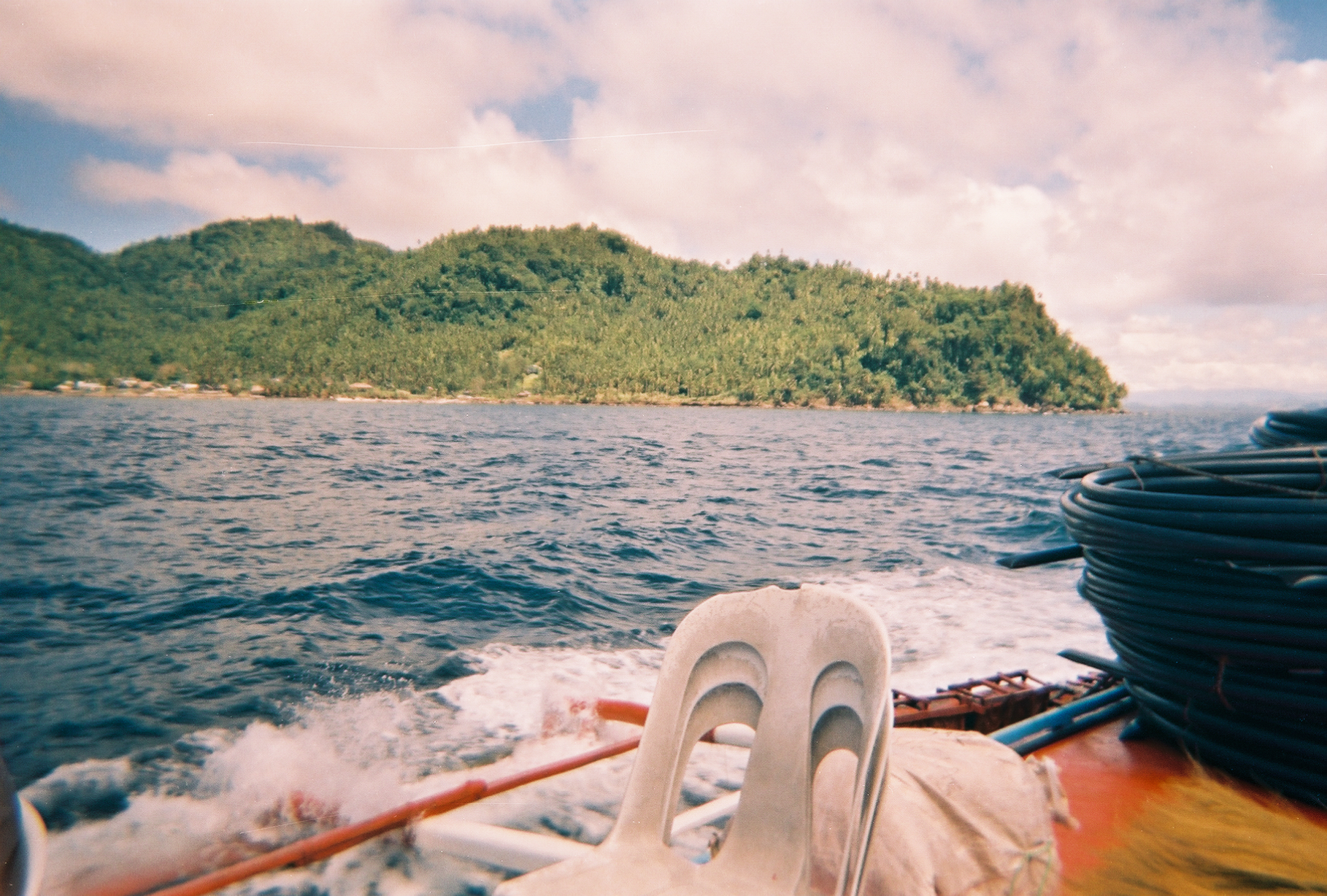

디나가트섬(Dinagat Island)은 필리핀 민다나오섬 주변의 섬이다. 2006년 12월까지는 북수리가오주에 속해 있었지만, 현재는 섬 전체가 디나가트 제도주로 분리되었다.

## 행정 구역
- 디나가트 제도주
  - 바실리사
  - 카그디아나오
  - 디나가트
  - 리브호
  - 로레토
  - 산호세
  - 투바혼